# 35e brigade d'infanterie navale
Pour les articles homonymes, voir 35e brigade.
La 35e brigade d'infanterie navale, de son nom complet la 35e brigade séparée d'infanterie de marine nommée d'après le contre-amiral Mykhaïlo Ostrogradskyi (en ukrainien : 35-та окрема бригада морської піхоти імені контр-адмірала Михайла Остроградського, 35 ОБрМП ; numéro d'unité militaire А0216) est une grande unité de l'infanterie navale ukrainienne.
Créée en 2018, elle est en temps de paix basée à Dachnoye (uk), un village du raïon d'Odessa.

## Historique

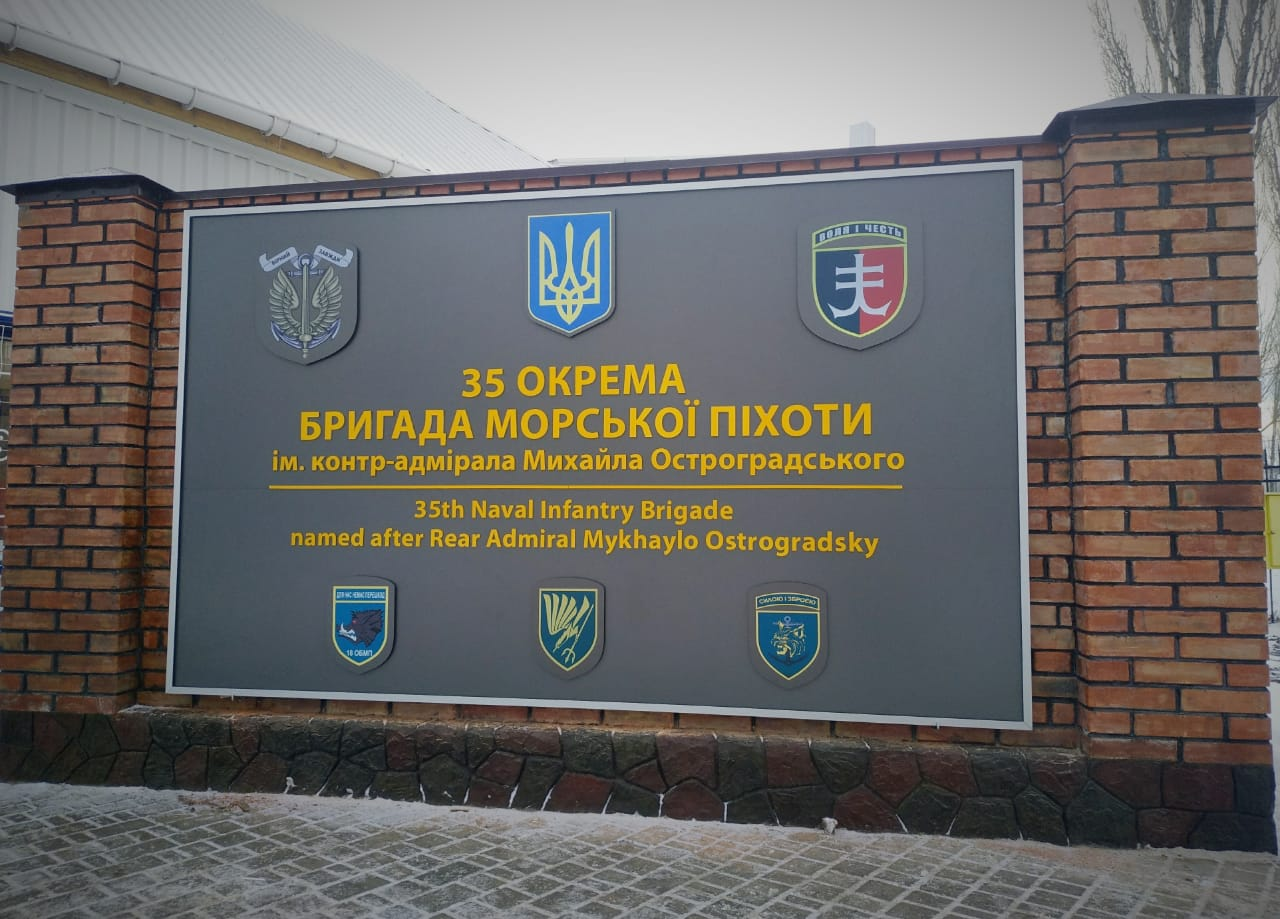
Panneau à l'entrée de la caserne : en haut les emblèmes des troupes de marine, des Forces armées et de la brigade, en-dessous ceux des trois bataillons.

L'ordre de formation de la brigade date du 24 mai 2018, mais l'unité n'est constituée qu'à partir de septembre.
En 2020, la brigade reçoit comme titre honorifique le nom du contre-amiral Mykhaïlo Ostrogradskyi à rajouter à sa titulature : il s'agit de l'ancien commandant de la flotte de la République populaire ukrainienne de 1918 à 1920.

## Invasion russe de l'Ukraine

### Fronts de Kherson et Mykolaïv (février - novembre 2022)

#### Premiers mois de guerre (février - août 2022)
Le 24 février 2022, la 35e brigade de marine est stationnée à proximité de Mykolaïv. Un de ses bataillons est à la frontière de la Crimée à Henitchesk. Ils engagent les premières colonnes russes et font sauter le pont qui enjambe la rivière Velyke Hyrlo avant de décrocher. Les troupes russes progressent rapidement depuis la Crimée et l'oblast de Kherson et atteignent les abords de la ville. Le 18 mars, deux missiles Kalibr frappent la base de la brigade, tuant au moins une trentaine d'hommes du 137e bataillon. La brigade participe alors à la défense de Mykolaïv puis aux combats dans la région. Le 3 juin 2022, le commandant du 18e bataillon d'infanterie de marine, le lieutenant-colonel Serhii Derduga est tué au combat dans la région de Mykolaïev.

#### Contre-offensive de Kherson (août - novembre 2022)
À la fin août, la brigade prend part à la contre-offensive de Kherson. Positionnée sur l'axe centrale de l'offensive aux côtés de la 36e brigade d'infanterie navale et des 24e brigade mécanisée, 46e brigade aéromobile, et 61e brigade d'infanterie, elle attaque le long de la rivière Inhoulets en face de Sukhyi Stavok. Ils parviennent à traverser la rivière et détruisent le 109e régiment de fusiliers motorisés abandonnés par les VDV. Ils tentent ensuite de couper la voie de ravitaillement qui mène à Davydiv Brid mais sont retenus par la 76e division d'assaut aéroporté et la 83e brigade d'assaut aéroporté près du village de Kostromka. C'est finalement sur l'axe de Doudtchany que la percée est réalisée en octobre et aboutit à la reprise de Kherson.

### Marinka (décembre 2022 - mai 2023)
À partir de décembre 2022, la 35e brigade est redéployée au sud de Donetsk entre Avdiïvka et Marïnka notamment pour appuyer la 79e brigade d'assaut aérien qui contient les russes depuis plusieurs mois dans la bataille de Marïnka. Le 19 mars 2023, son artillerie repousse un assaut mécanisé au sud d'Avdiivka près de Vodiane. Entre avril et mai, elle continue de repousser les assauts russes sur Marinka détruisant plusieurs chars,.

### Contre-offensive de Zaporijjia (juin - octobre 2023)
Dans le cadre de la contre-offensive ukrainienne de 2023, la brigade est engagée aux côtés des 37e brigade et 38e brigade d'infanterie navale au sud de Velyka Novossilka (dans l'oblast de Donetsk), attaquant vers le sud le long de la rive occidentale de la Mokri Yaly et faisant face à la 60e brigade de fusiliers motorisés russe.
Le 10 juin, les 88e et 137e bataillons de la brigade libèrent Blahodatne. La 35e et la 68e brigade de chasseurs lancent une attaque sur le village de Makarivka (uk) qu'il prennent le 20 juin puis ce qui reste du village de Staromaiorske (uk) le 27 juillet repoussant la 40e brigade d'infanterie navale russe. Le 16 août, elle participe à la prise d'Ourojaïne (uk) (le village suivant). Certaines unités de la brigade sont également déployées à proximité d'Avdiïvka en juillet.

### Bataille de Krynky (depuis octobre 2023)
À partir de septembre, la brigade est redéployée sur la rive occidentale du Dniepr. Ces unités mènent notamment des opérations amphibies et prennent pied sur la rive gauche du Dniepr, le 19 octobre 2023, autour du village de Poïma (uk) (Oblast de Kherson) puis de Krinky. Des sources prorusses, finalement suivies par des médias occidentaux, doutent de la capacité de l'Ukraine à exploiter une tête de pont sachant que l'armée russe s'est repliée, alors même qu'elle dispose d'un franchissement du Dniepr bien plus facile. Ainsi, le New York Times évoque le 16 décembre 2023 une mission suicide en référence aux interviews de soldats rescapés. Malgré tout, les marines ukrainiens infligent de lourdes pertes aux troupes russes dans la zone, détruisant une centaine de blindés et équipements depuis le 23 octobre 2023.
Le 17 janvier 2024, l'Ukraine annonce que le drapeau ukrainien a été hissé au centre de Krinky par la 35e brigade de marines.

### Instrumentalisation par la propagande russe
En avril 2024, Dmytro Yevhan, un prisonnier de guerre de la 35e brigade d'infanterie navale qui a été capturé lors de la défense de l'aciérie Azovstal à Marioupol, et qui a perdu ses deux mains lors des combats, a été condamné à 20 ans de prison par un tribunal russe.

## Ordre de bataille

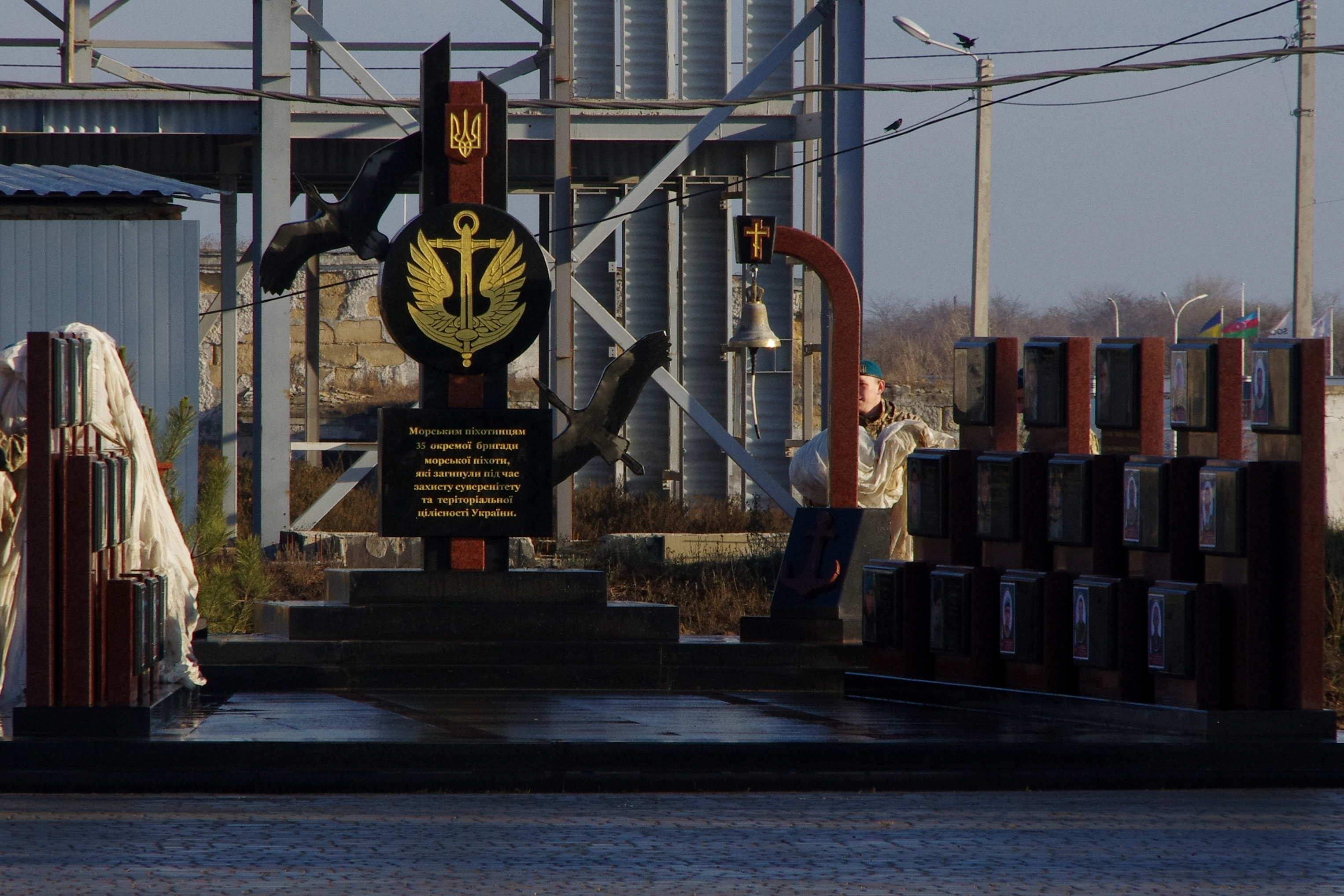
Mémorial aux soldats de la brigade.

En octobre 2024 l'ordre de bataille connu de la brigade est le suivant :
- État-major de la brigade ;
  - 
    -  Compagnie de protection du QG ;

  -  1er bataillon d'infanterie de marine ;
  -  2e bataillon d'infanterie de marine ;
  -  18e bataillon de marine (uk) Unité militaire A4210[17]  Pour le Courage et la Bravoure[18] ;
  -  88e bataillon de marine (uk) Unité militaire A2613  Pour le Courage et la Bravoure[19], à Bolhrad ;
  -  137e bataillon de marine (uk) Unité militaire A3821  Pour le Courage et la Bravoure[20], à Datchne (uk) ;
  -  Compagnie « Bourrasque » (en ukrainien : Шквал (Shkval))[21],[22] ;
  -  Bataillon de chars (des T-80) ;
  -  Groupe d'artillerie de la brigade :
    - 
      -  État-major (штаб) du groupe d'artillerie ;
      -  batterie de contrôle et d'acquisition de cibles ;

    -  1er bataillon d'artillerie automotrice [23] (2S1 Gvozdika) ;
    -  2e bataillon d'artillerie automotrice ;
    -  Bataillon de lance-roquettes multiples (BM-21 Grad) ;
    -  Bataillon antichars ;

  -  Bataillon antiaérien (9K35 Strela-10) ;
  -  Compagnie de reconnaissance ;
  -  Bataillon du génie naval ;
  -  Bataillon logistique ;
  -  Bataillon de maintenance navale ;
  -  Compagnie de tireurs d'élite ;
  -  Compagnie de transmissions ;
  -  Compagnie de guerre électronique ;
  -  Compagnie de radar ;
  -  Compagnie médicale (soins et évacuation) ;
  -  Compagnie de protection NRBC.

## Équipement
Le bataillon de chars de la brigade est majoritairement équipé de T-80BV et de T-64BV. Ses bataillons de mêlées sont équipés de véhicules de combat d'infanterie BMP-1, de MRAP Mastiff livrés par le Royaume-Uni, de BMC Kirpi turcs, Kozak-2 et Varta. Son groupe d'artillerie dispose de pièces 2S1 Gvozdika, BM-21 Grad, son bataillon antiaérien de canons 9K32 Strela-2.

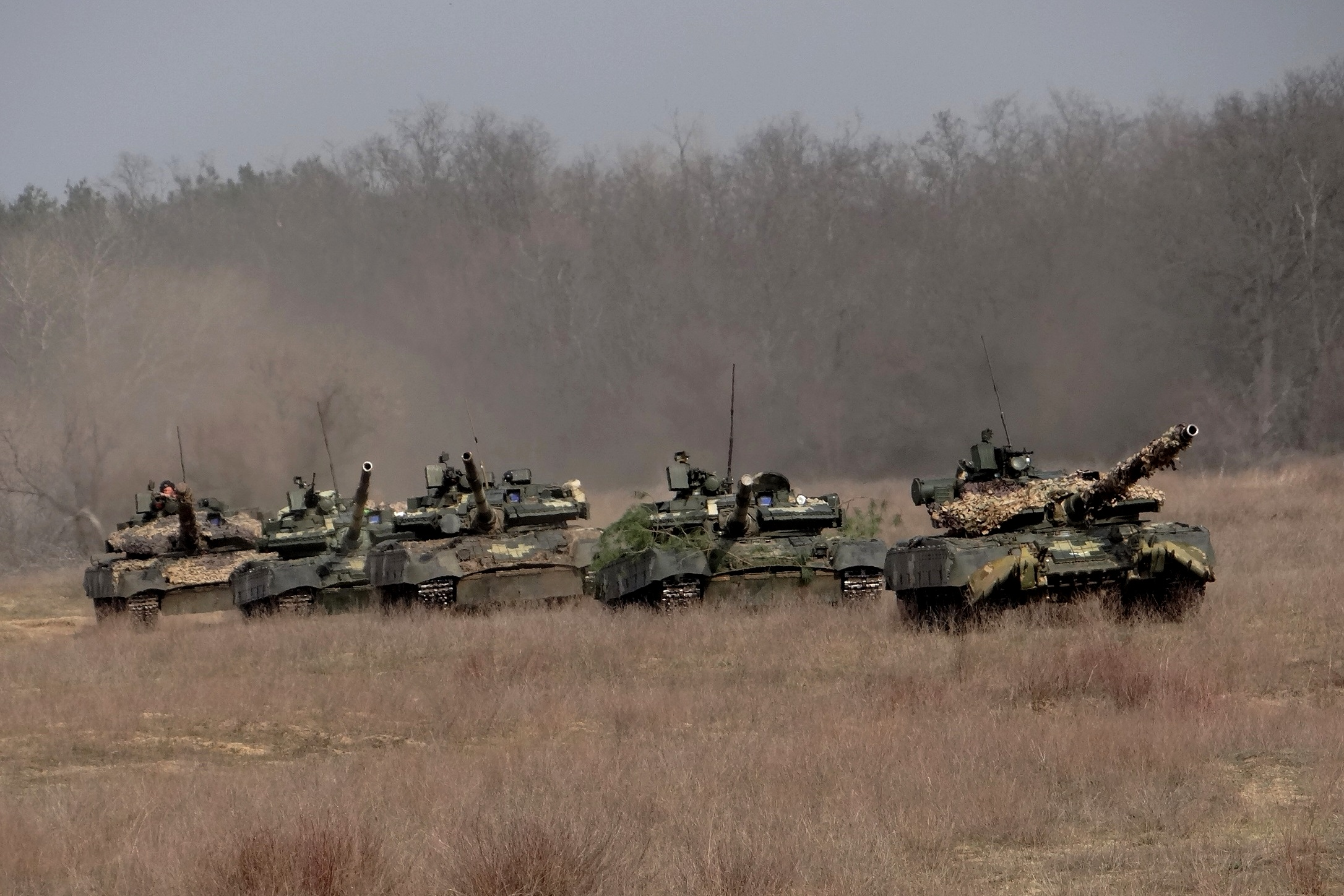
Quelques T-80 de la brigade
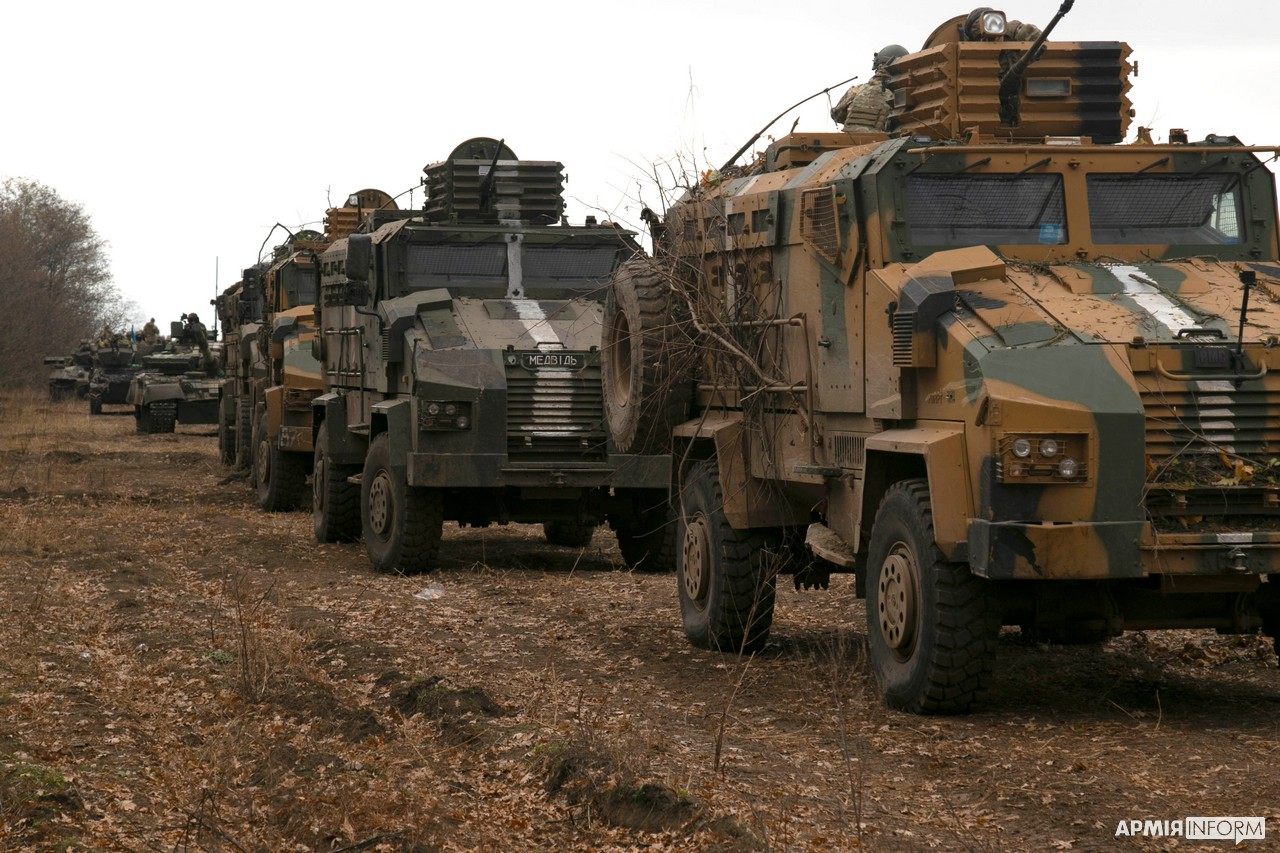
novembre 2022, des BMC Kirpi.
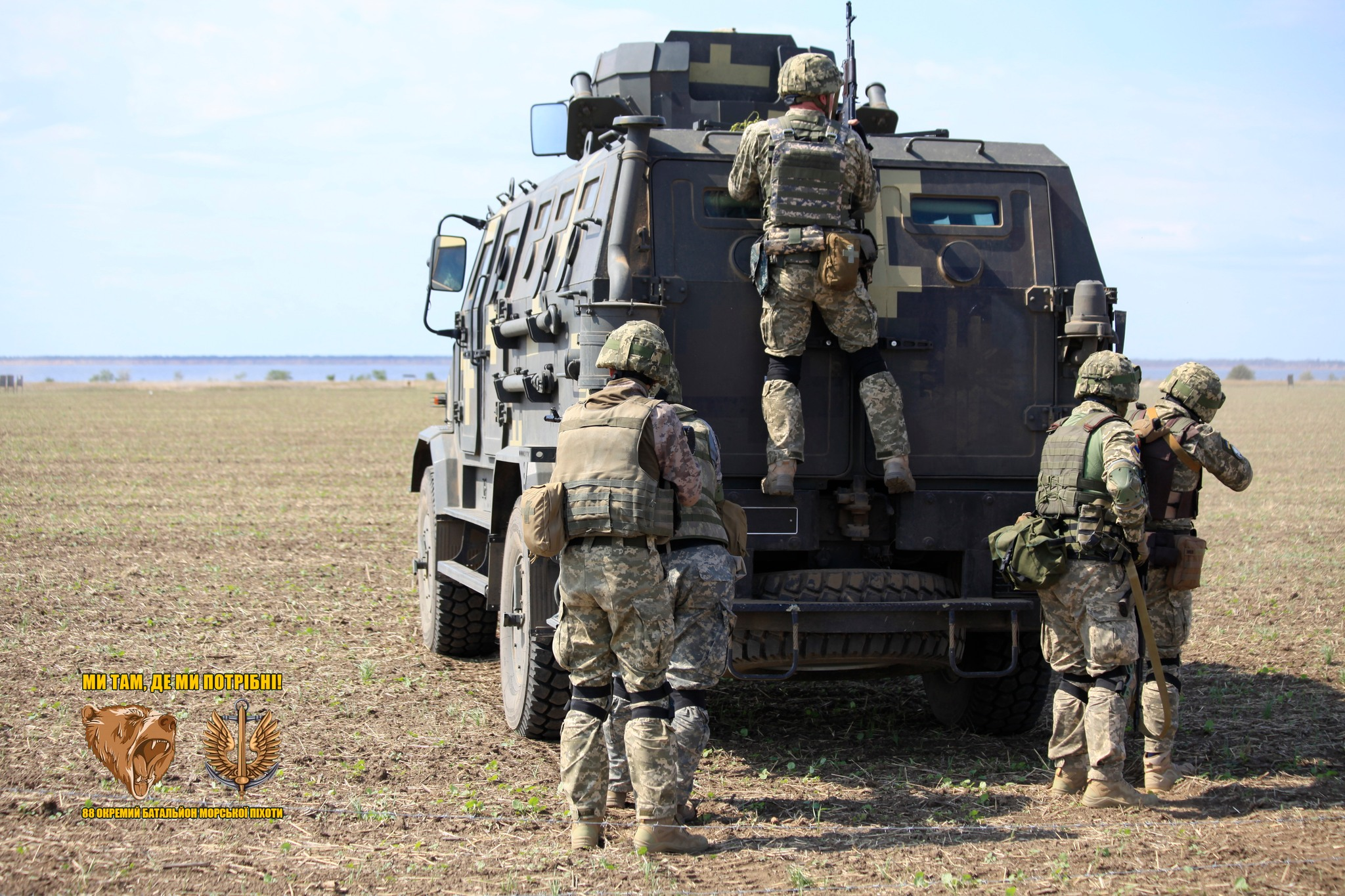
septembre 2022, véhicule Kozak de la brigade.